# Area metropolitana di Memphis-Forrest City

Posizione dell'area.

L'area metropolitana di Memphis-Forrest City è un'area metropolitana avente come principale centro la città di Memphis. Essa si estende tra gli Stati del Tennessee, Mississippi e dell'Arkansas, includendo dieci contee: la Contea di Benton, la Contea di Crittenden, la Contea di DeSoto, la Contea di Fayette, la Contea di Marshall, la Contea di Shelby, la Contea di St. Francis, la Contea di Tate, la Contea di Tipton e la Contea di Tunica.

Nel 2012 la popolazione dell'area metropolitana era stimata in 1.341.690 abitanti.

## Distribuzione della popolazione per contee
| Contea                | Stato       | Capoluogo     | Popolazione (2010) |
| Contea di Benton      | Mississippi | Ashland       | 8.729              |
| Contea di Crittenden  | Arkansas    | Marion        | 50.902             |
| Contea di DeSoto      | Mississippi | Hernando      | 161.252            |
| Contea di Fayette     | Tennessee   | Somerville    | 38.413             |
| Contea di Marshall    | Mississippi | Holly Springs | 37.144             |
| Contea di Shelby      | Tennessee   | Memphis       | 927.644            |
| Contea di St. Francis | Arkansas    | Forrest City  | 28.258             |
| Contea di Tate        | Mississippi | Senatobia     | 28.886             |
| Contea di Tipton      | Tennessee   | Covington     | 61.081             |
| Contea di Tunica      | Mississippi | Tunica        | 10.778             |
| --------------------- | ----------- | ------------- | ------------------ |